# Automobiles Gonfaronnaises Sportives
Pour les articles homonymes, voir AGS.
Automobiles Gonfaronnaises Sportives (AGS) est un ancien constructeur français de Formule 1 et une ancienne écurie qui a disputé 47 Grands Prix entre 1986 et 1991. AGS a inscrit un total de deux points et la meilleure qualification décrochée par une de ses monoplaces est une 10e place. L'équipe s'est reconvertie aujourd'hui dans l'organisation de stages de pilotage de monoplaces de Formule 1.

## Historique

### Formule France, Formule Renault
AGS était une écurie de course automobile fondée en 1969 par l'ancien pilote Henri Julien (en) qui participait en amateur à de nombreuses courses locales. Si son niveau de pilotage est plutôt modeste, il se fait vite remarquer par son haut niveau de qualification technique. Julien choisit alors d'orienter sa carrière sportive en fondant sa propre officine de course automobile basée dans sa station-service, Le Garage de l'Avenir, situé à Gonfaron. Il débute en construisant sa première monoplace, une Formule France, l'AGS JH1, avec l'aide de son apprenti belge Christian Vanderpleyn qui lui restera fidèle jusqu'en 1988. Plus tard AGS construit des châssis destinés à la Formule Renault puis à la Formule Renault Europe où malheureusement AGS sera outrageusement dominée par les productions de Tico Martini.

### Le saut vers la Formule 2
En 1978, grâce au soutien de l'ancien pilote François Guerre-Berthelot (qui permet à l'écurie de décrocher des contrats de partenariat avec Motul et GPA), AGS peut s'engager en Formule 2 européenne avec une JH15 entièrement conçue en interne. La F2 représente une étape ardue pour la petite équipe qui ne marque aucun point ni en 1978 ni en 1979. Les années 1980 permettent à l'écurie d'émerger enfin, AGS commence à inscrire ses premiers points en championnat et le pilote français Richard Dallest remporte deux succès en 1980 lors des Grands Prix de Pau et de Zandvoort. AGS n'en a que plus de mérite puisqu'avec Maurer, Minardi et Merzario, ce sont les seules écuries à s'engager sur leur propre châssis. En 1984, Philippe Streiff entre dans l'histoire de la F2 en remportant, au volant de l'AGS JH19C, la dernière course de la discipline sur le circuit britannique de Brands Hatch.

### Passage en Formule 1
En 1984, le championnat de Formule 2 dans lequel sont engagées des monoplaces AGS est remplacé par la Formule 3000. Henri Julien juge que la nouvelle formule va rapidement devenir aussi chère que la Formule 1. Du coup, il songe alors à faire le grand saut vers la catégorie reine.

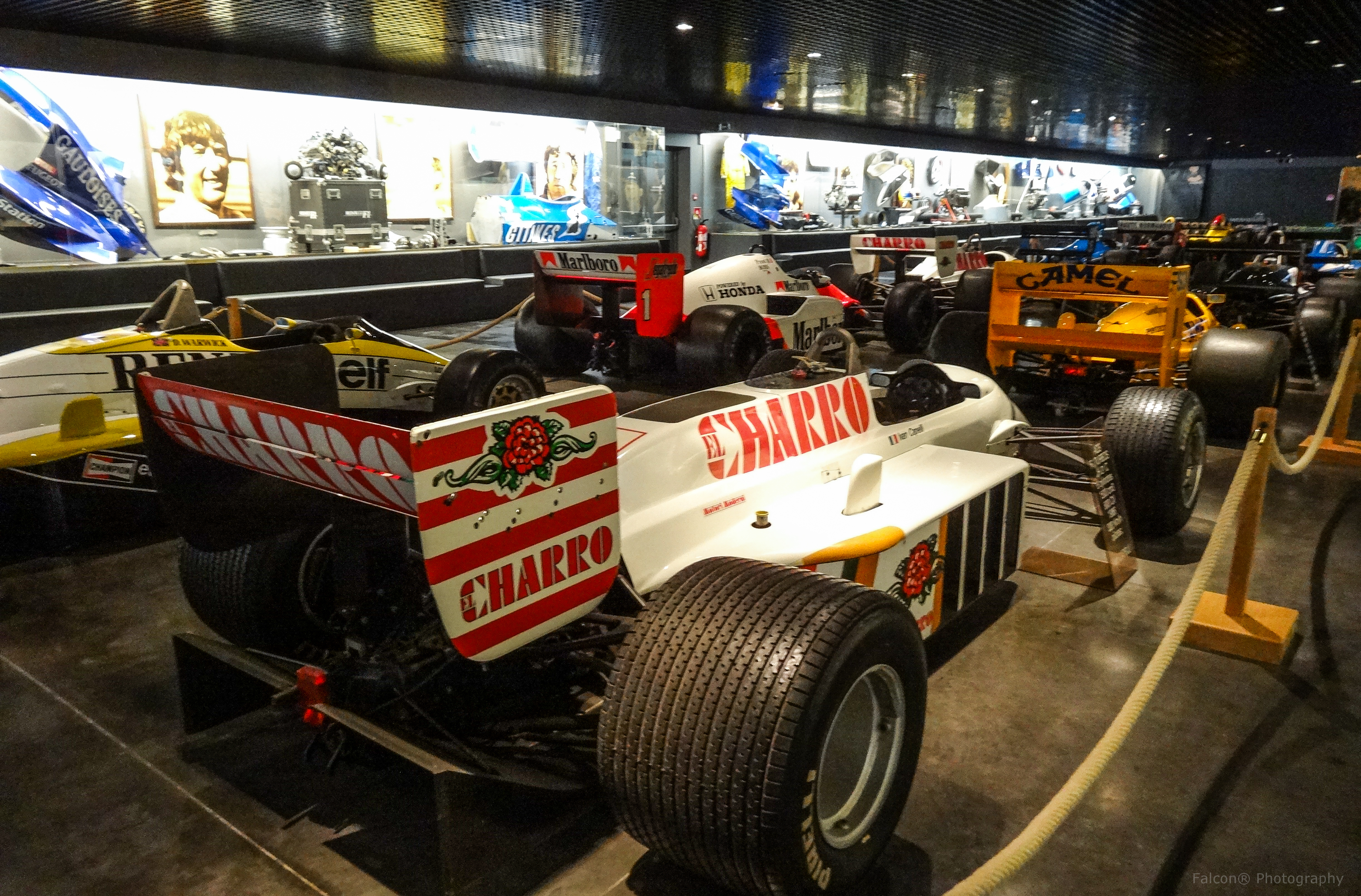
L’AGS JH21C de 1986.

L'équipe française décide en 1986 de se lancer en Formule 1 malgré des moyens limités (7 mécaniciens seulement). Après des premiers essais effectués par le revenant Didier Pironi, l'AGS JH21C, conçue sur la base des coques carbone des dernières Renault RE60, effectue ses grands débuts en championnat du monde à l'occasion du Grand Prix d'Italie 1986, aux mains de l'espoir italien Ivan Capelli. Le manager de Capelli apporte en plus de son pilote un contrat de partenariat avec la firme El Charro et le moteur V6 Turbo Motori Moderni. Capelli réussit l'exploit de qualifier sa monoplace pour ses deux seules sorties en 1986. Tout le monde est en liesse chez AGS et attend beaucoup de l'année suivante.
En 1987, pour sa première saison complète dans la discipline, AGS engage la nouvelle JH22, évolution de sa devancière mais motorisée par un Ford-Cosworth V8 DFZ. L'objectif de l'écurie est tout simplement de multiplier les qualifications et d'essayer de profiter des aléas de la course pour glaner un point providentiel. Pascal Fabre, débutant en F1, n'apporte pas de budget mais dispose d'un bon coup de volant. Il parvient à se qualifier à 11 reprises (toujours en fond de grille) et grâce à une formidable fiabilité de sa monoplace, il reçoit le drapeau à damiers à 8 reprises. Fabre est toutefois remplacé par Roberto Moreno pour les deux derniers Grands Prix de la saison qui se déroulent aux antipodes. En effet, Julien, conscient du coût prohibitif pour sa modeste structure d'un tel déplacement, veut à tout prix « rentabiliser » le voyage : il lui faut un pilote expérimenté pour accrocher le tableau d'honneur. La chance sourit toujours aux débutants et après un abandon au Grand Prix du Japon, Moreno décroche le point de la 6e place lors de la dernière épreuve de la saison en Australie.
En 1988, l'AGS JH23 se montre ponctuellement à son avantage avec Philippe Streiff au volant. Il faut dire que Christian Vanderpleyn, avant de partir chez Coloni avait construit un châssis simple et efficace. Il ne manquait qu'un peu de fiabilité et d'une rallonge financière pour les postes essais et développement. L'équipe AGS connaît son jour de gloire au Canada lorsque Streiff lutte avec le champion du monde en titre Nelson Piquet pour le gain de la quatrième place avant d'être contraint à l'abandon. Cela restera le plus haut fait d'armes de la saison pour une équipe qui compte parmi les plus petits budgets du plateau.

### Le rachat par de Rouvre

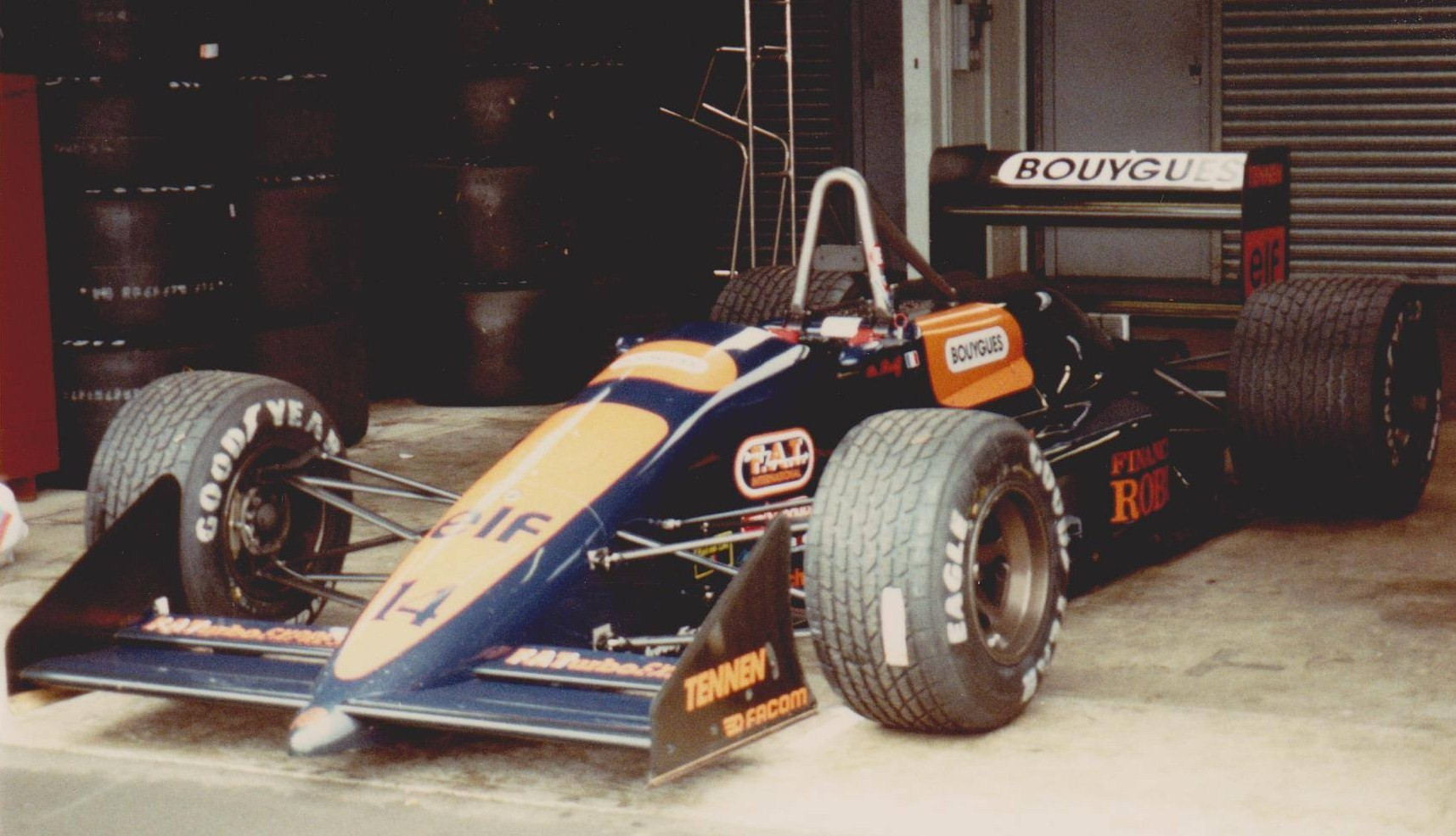
L'AGS JH23 de Philippe Streiff.

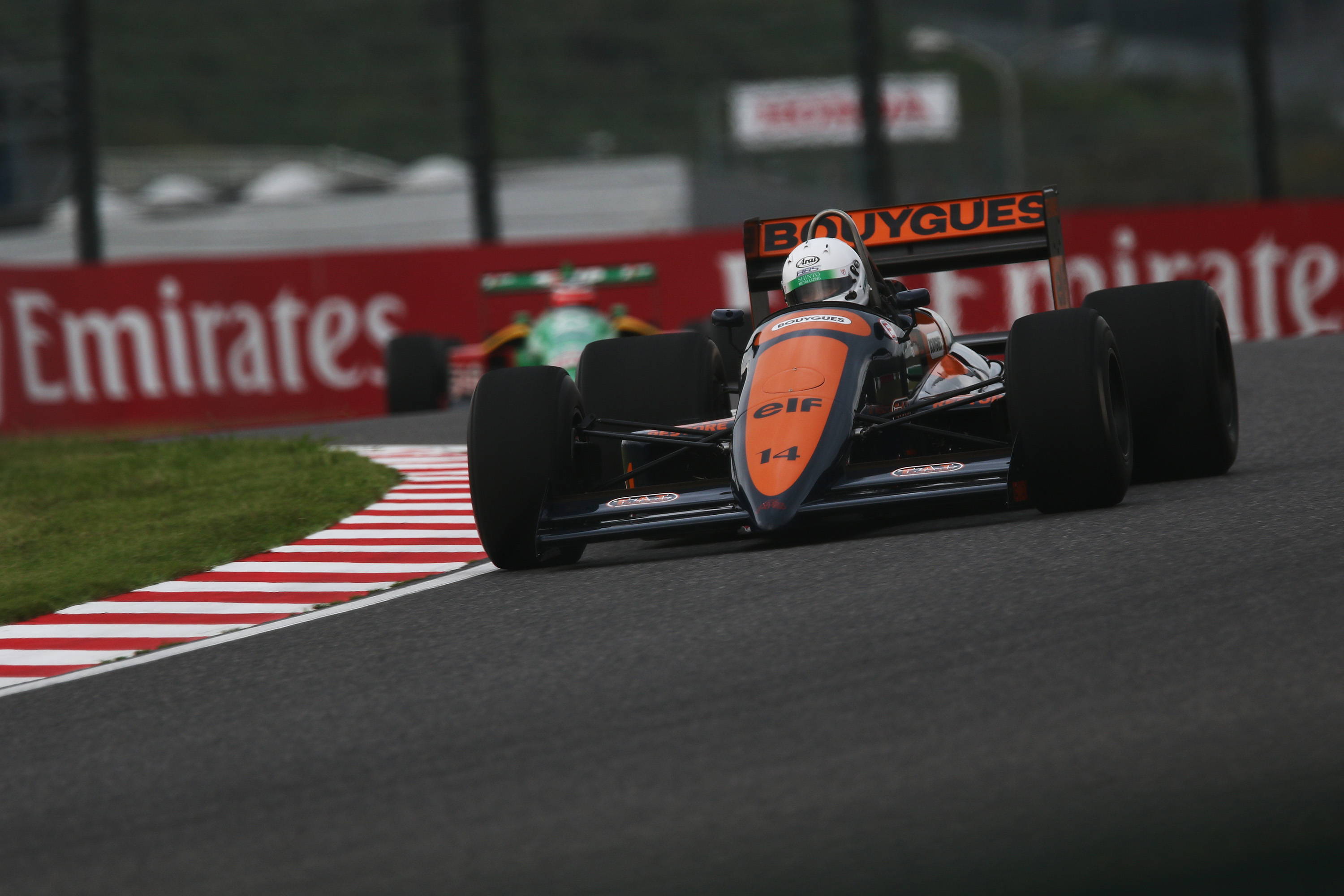
L'AGS JH23 en exhibition à Suzuka en 2018.

En 1989, AGS semble animée d'une ambition démesurée en regard des moyens dont elle dispose (nouvelle usine, circuit privé) d'où l'obligation d'embaucher un second pilote Joachim Winkelhock (payant celui-là), et de céder la majorité du capital à Cyril de Rouvre, Julien n'étant plus que président honoraire de la structure. L'écurie compte alors sur le soutien financier de l'entreprise Bouygues mais le projet capote. La nouvelle voiture ne peut alors être prête pour le début de la saison. C'est donc le châssis de 1988, chaussé en Goodyear, qui reçoit le Ford-Cosworth DFR. Le miracle n'a pas lieu, surtout à la suite de la perte du pilote fétiche de l'écurie (Philippe Streiff reste paralysé à la suite d'un accident survenu au Brésil lors d'essais d'avant-saison). L'écurie inscrit un point par l'intermédiaire de l'Italien Gabriele Tarquini qui remplace Streiff, mais le perd à la suite des reclassements de deux pilotes. Durant la période où les Onyx essuient les plâtres d'une monoplace trop neuve, Tarquini et sa JH23B font des miracles mais bientôt il lui devient difficile de se qualifier. Le deuxième châssis JH23B est confié à Winkelhock qui ne parvient pas à s'extraire des pré-qualifications. Tarquini réalise un exploit en principauté avant que son moteur le lâche. Winkelhock est remplacé par Yannick Dalmas, lui-même récemment limogé par l'écurie Larrousse. Il est alors annoncé qu'AGS va bientôt disposer d'un inédit moteur W12 développé par le Français Guy Nègre. Cette motorisation exotique est testée sur un ancien châssis durant l'été. Toutefois, l'écurie ne semble pas être à l'origine de cette annonce, elle n'aurait fait que vendre un châssis à MGN pour tester son W12. AGS restera fidèle à Ford-Cosworth et le W12, finalement destiné aux 24 heures du Mans et dénommé Norma M6, ne courra jamais. Gabriele Tarquini finira par inscrire un nouveau point au Mexique mais ce sera le seul de la saison et le tout dernier de la petite équipe varoise. Les neuf dernières courses de la saison se soldent toutes par une non-qualification.
En 1990, de Rouvre est obligé de s'associer avec l'écurie Oreca de Hugues de Chaunac (qui n'avait encore rien prouvé ni en Formule 2, ni en Formule 3000). De Chaunac devient directeur sportif de l'écurie aux côtés de Henri Cochin, ce qui ne change rien à la situation de l'écurie qui peine à survivre dans un contexte d'inflation permanente des budgets. Même le contrat de sponsoring avec Ted Lapidus ne permet pas de redresser la situation financière en pleine déliquescence. La nouvelle JH24 est encore moins performante que la JH23B et seul Dalmas parviendra à la qualifier et une seule fois pour le Grand Prix du Brésil. L'ingénieur Michel Costa, qui était parti chez Coloni, revient pour dessiner la JH25, confiée au même duo de pilotes qu'en fin de saison passée qui tiennent ainsi à remercier l'équipe pour leur avoir redonné leur chance en Formule 1. Mais les pré-qualifications constituent un écueil terrible pour les petites écuries. Dalmas et Tarquini ne se qualifient qu'à neuf reprises.

### Revente et arrêt de la compétition

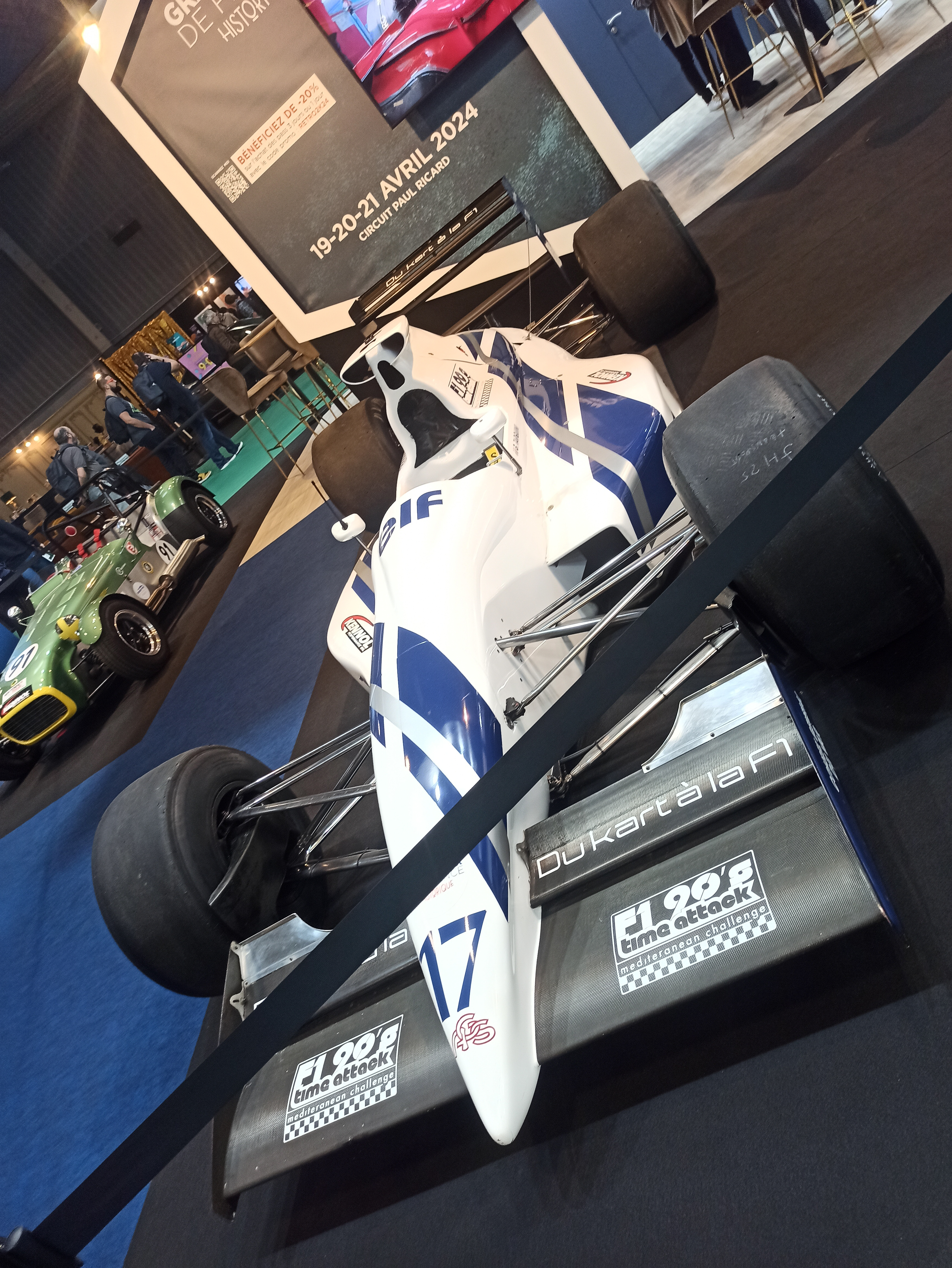
L'AGS JH25 de la saison 1991.

En 1991, AGS pense pouvoir recruter le pilote italien Andrea De Cesaris pour l'associer à Tarquini et ainsi attirer des capitaux italiens. Mais De Cesaris signe finalement chez Jordan Grand Prix et AGS voit s'éloigner les 2 millions de dollars censés accompagner leur pilote. La vieille JH25 est alignée lors des six premiers Grands Prix et seul Tarquini parvient à la qualifier à trois reprises seulement (deux abandons et une huitième place). Le budget est essentiellement fourni par Cyril de Rouvre qui commence à trouver que sa « danseuse » lui revient de plus en plus cher pour peu de satisfaction. 
De Rouvre décide de revendre son écurie à deux entrepreneurs italiens, Patrizio Cantù et Gabriele Raffanelli. Ceux-ci engagent alors, à partir du Grand Prix de France, une monoplace intermédiaire, la JH25B (une JH25 avec un train et boîte de vitesses modifiés) mais elle ne donne pas plus satisfaction (non pré-qualifications et non qualifications pour les deux pilotes). Une nouvelle monoplace, la JH27 (la troisième de la saison) est alignée à partir du Grand Prix d'Italie, là encore sans succès (cinq non pré-qualification et une non-qualification en trois courses). Devant un tel désastre, AGS quitte définitivement la Formule 1 à la fin de la saison 1991.

## Organisation de stages de pilotages
AGS survit à son départ de la Formule 1 : dès 1992 germe l'idée d'utiliser le matériel de l'équipe dans le cadre de stages de pilotage haut de gamme. En 2002, AGS conçoit de nouvelles monoplaces de Formule 1 répondant à la réglementation technique en vigueur : les SH01, SH02, SH03 et deux biplaces. Outre ces dernières et les anciennes JH24, l'entreprise propose aussi de piloter dans le cadre de ses stages des anciennes Arrows, Prost, Jordan ainsi qu'une Peugeot 905.
Depuis 2019, AGS étend ses activités avec un département Racing (vente, location, restauration, reconstruction de voitures de course historiques) et Events (coaching, location de piste, journée pistes…)
En 2023, l'équipe participe au Grand Prix de France historique avec les AGS JH24 et AGS JH25 pilotées par Franck Montagny et Yannick Dalmas. AGS engage également une Oreca FLM et une Norma M30 LMP3 aux 24 Heures de Daytona Classic et aux 12 Heures de Sebring Classic.

## Résultats en championnat du monde de Formule 1
| Saison | Écurie             | Châssis                     | Moteur                  | Pneus    | Pilotes                                                                 | Grands Prix disputés | Points inscrits | Classement |
| ------ | ------------------ | --------------------------- | ----------------------- | -------- | ----------------------------------------------------------------------- | -------------------- | --------------- | ---------- |
| 1986   | Jolly Club SpA     | AGS JH21C                   | Motori Moderni V6 turbo | Pirelli  | Ivan Capelli                                                            | 2                    | 0               | Non classé |
| 1987   | Team El Charro AGS | AGS JH22                    | Ford-Cosworth V8        | Goodyear | Pascal Fabre Roberto Moreno                                             | 13                   | 1               | 11e        |
| 1988   | AGS Racing         | AGS JH23                    | Ford-Cosworth V8        | Goodyear | Philippe Streiff                                                        | 15                   | 0               | Non classé |
| 1989   | AGS Racing         | AGS JH23B                   | Ford-Cosworth V8        | Goodyear | Joachim Winkelhock Gabriele Tarquini Yannick Dalmas                     | 6                    | 1               | 15e        |
| 1990   | AGS Racing         | AGS JH24 AGS JH25           | Ford-Cosworth V8        | Goodyear | Gabriele Tarquini Yannick Dalmas                                        | 8                    | 0               | Non classé |
| 1991   | AGS Racing         | AGS JH25 AGS JH25B AGS JH27 | Ford-Cosworth V8        | Goodyear | Gabriele Tarquini Stefan Johansson Fabrizio Barbazza Olivier Grouillard | 3                    | 0               | Non classé |

## Palmarès des pilotes d'Automobiles Gonfaronnaises Sportives
| Pilotes            | Grand Prix disputés | Victoires | Podiums | Points inscrits | Pole positions | Meilleur tour en course |
| ------------------ | ------------------- | --------- | ------- | --------------- | -------------- | ----------------------- |
| Ivan Capelli       | 2                   | 0         | 0       | 0               | 0              | 0                       |
| Pascal Fabre       | 11                  | 0         | 0       | 0               | 0              | 0                       |
| Roberto Moreno     | 2                   | 0         | 0       | 1               | 0              | 0                       |
| Philippe Streiff   | 15                  | 0         | 0       | 0               | 0              | 0                       |
| Joachim Winkelhock | 0                   | 0         | 0       | 0               | 0              | 0                       |
| Gabriele Tarquini  | 13                  | 0         | 0       | 1               | 0              | 0                       |
| Yannick Dalmas     | 5                   | 0         | 0       | 0               | 0              | 0                       |
| Stefan Johansson   | 0                   | 0         | 0       | 0               | 0              | 0                       |
| Fabrizio Barbazza  | 0                   | 0         | 0       | 0               | 0              | 0                       |
| Olivier Grouillard | 0                   | 0         | 0       | 0               | 0              | 0                       |